# 寺西暢
寺西 暢（てらにし ちょう、1896年 - 1938年8月）は日本の昆虫研究家である。テラニシセスジゲンゴロウやテラニシハリアリは同氏に献名されたものである。

## 経歴
1896年（明治29年）生まれ、大阪出身。東京農業大学を卒業後もアミメアリの働きアリが産卵することを発見、報告するなど主にアリの研究を続けていた。1930年（昭和5年）に竹内吉蔵と共に関西昆虫学会を創立し、東成区生江町の自宅に事務所を置いていた。
晩年は病床に伏しており、1938年（昭和13年）の8月上旬に死去した。死後に遺稿集が発行されている。